# Zmiażdżenie

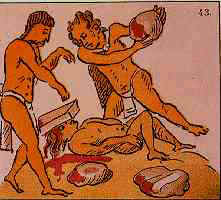
Miażdżenie azteckiego cudzołożnika

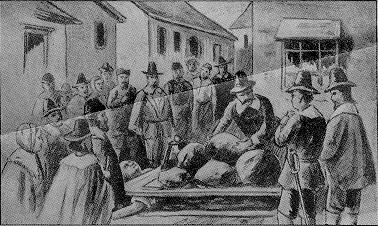
Miażdżenie Gilesa Coreya podczas procesu Czarownic z Salem

Zmiażdżenie – metoda egzekucji i tortur, ma długą i krwawą historię, a techniki miażdżenia są bardzo zróżnicowane w zależności od miejsca. Obecnie władze żadnego państwa nie uznają oficjalnie tej metody wykonywania kary śmierci. 

## Zmiażdżenie przez słonia
Powszechną metodą wykonywania kary śmierci w Azji Południowej i Południowo-Wschodniej przez ponad 4000 lat było miażdżenie przez słonie. Sasanidzi, Rzymianie i Kartagińczycy również używali tej metody od czasu do czasu.

## Peine forte et dure
Peine forte et dure (franc. „kara silna i długa”) – metoda tortur stosowana dawniej w anglosaskim prawie zwyczajowym w przypadku, kiedy podejrzany odmawiał odpowiedzi na pytanie o przyznanie się do winy. Złożenie oświadczenia o własnej winie lub niewinności było koniecznym wymogiem dla wszczęcia procesu sądowego przed ławą przysięgłych.
Tortura polegała na stopniowym dokładaniu coraz większej ilości coraz cięższych kamieni na klatkę piersiową leżącego podejrzanego, aż do uzyskania jego oświadczenia lub do jego śmierci przez uduszenie wskutek zbyt dużego nacisku na płuca. Torturowanemu podawano każdego dnia na przemian chleb i wodę.
Podejrzani, przeciwko którym zgromadzono niezbite dowody winy, często milczeli, woląc śmierć wskutek tortury niż na szafocie. Dzięki temu unikali konfiskaty majątku i chronili rodziny przed ruiną finansową.

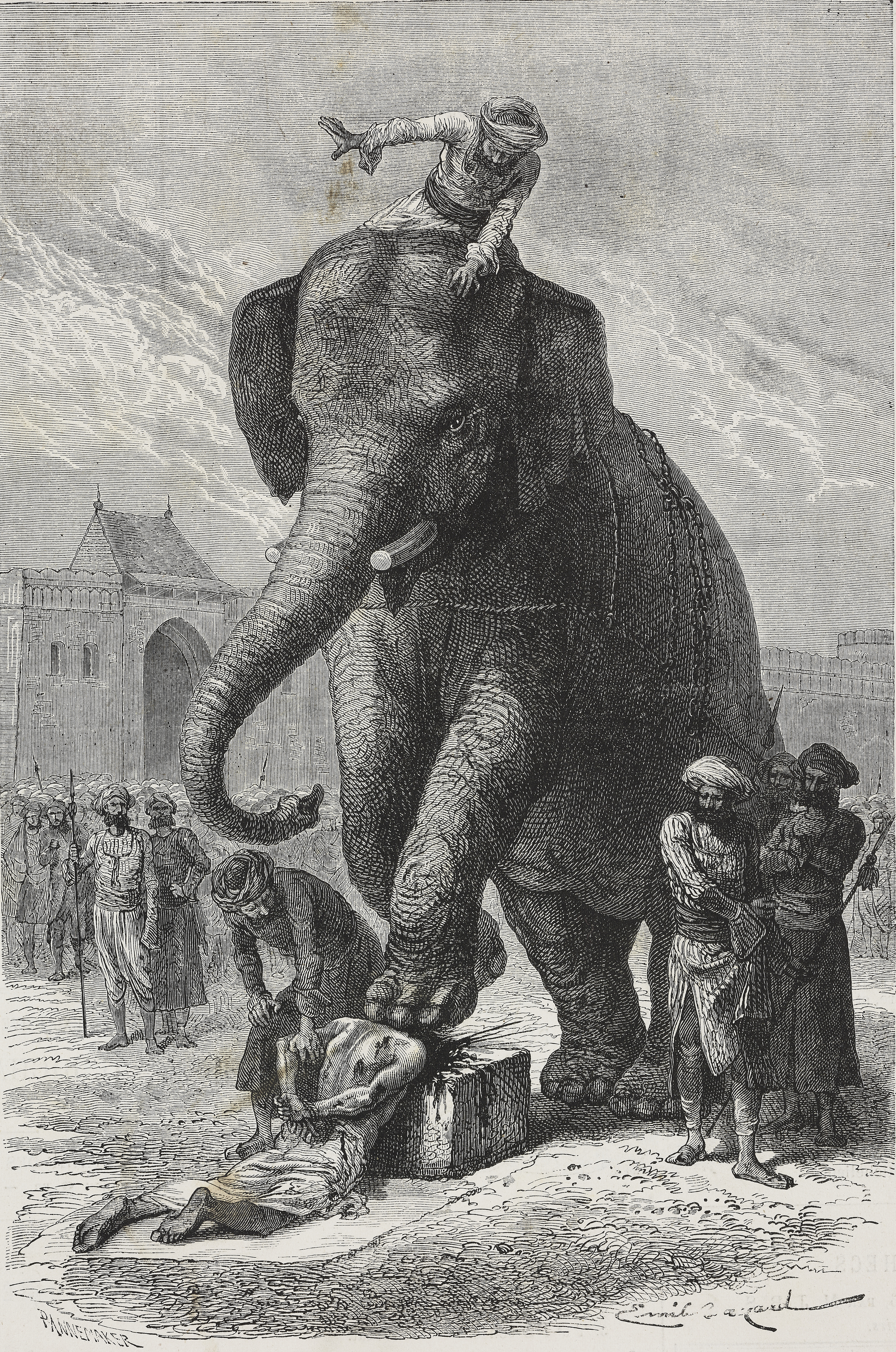
Miażdżenie człowieka przez słonia

Po raz ostatni peine forte et dure posłużono się w 1741 r. w Cambridge. 31 lat później zakazano jej stosowania w Wielkiej Brytanii. Milczenie oskarżonego miało być odtąd traktowane jako jego przyznanie się do winy. W 1828 r. milczenie uznano za równoważne z nieprzyznaniem się do winy. Zasada ta funkcjonuje do dziś.
Najbardziej znaną ofiarą tego typu zmiażdżenia była męczennica, święta Kościoła katolickiego, Małgorzata Clitherow, zmiażdżona na śmierć 25 marca 1586, kiedy milczała wobec zarzutu ukrywania w domu księży. Jedyną amerykańską ofiarą peine forte et dure był Giles Corey, zmiażdżony 19 września 1692 podczas procesu czarownic z Salem. Zgodnie z legendą ostatnimi słowami farmera były "Więcej ciężaru", po których dodano do obciążenia więcej kamieni, co spowodowało jego śmierć.

## Nowy Świat
Naukowcy uważają, że stosowali ją także mieszkańcy prekolumbijskiej Ameryki, zwłaszcza w imperium Azteków. Według Pawła Jasienicy, podczas podboju Rusi Kijowskiej w 1227 Mongołowie zabijali pojmanych ruskich wodzów przez przygniecenie deską, na której siadało wielu wojowników.